# SmartCable
SmartCable是可供连接USB设备（如iPod，手机，数码相机，MP3播放器，掌上计算机，GPS等），并对USB设备进行数据传输和充电的设备。一般的USB设备使用SmartCable充电或传输数据不需要特别安装驱动程序。